# Justyn Maria Russolillo
Justyn Maria Russolillo, właśc. wł. Giustino Russolillo (ur. 18 stycznia 1891 w Pianurze k. Neapolu, zm. 2 sierpnia 1955 tamże) – włoski zakonnik, święty Kościoła katolickiego.

## Życiorys
Był trzecim z dziesięciorga dzieci. 18 listopada 1901 roku wstąpił do niższego seminarium duchownego, a później rozpoczął naukę w seminarium wyższym w Pozzuoli jak również w Papieskim Seminarium Kampanii. 20 września 1913 przyjął święcenia kapłańskie. Następnie złożył śluby poświęcenia swego życia w służbie powołań kapłańskich i zakonnych.
W czasie I wojny światowej służył na froncie jako kapelan wojskowy. Z kolei potem został proboszczem parafii św. Jerzego Męczennika w Pianurze.
Utworzył zgromadzenie męskie (wokacjoniści) i żeńskie (wokacjonistki) Stowarzyszenie dla Powołań Bożych, założył również zgromadzenie żeńskie Apostołki Wokacjonistki od Powszechnego Uświęcenia.
Zmarł w opinii świętości mając 64 lata.
Został beatyfikowany 7 maja 2011 roku przez papieża Benedykta XVI. 27 października 2020 roku papież Franciszek uznał cud za jego wstawiennictwem, co otworzyło drogę do jego kanonizacji. Data uroczystości miała zostać ogłoszona na konsystorzu, który odbył się 3 maja 2021, lecz zostanie ogłoszona w innym terminie. 9 listopada 2021 Stolica Apostolska podała informacje o terminie uroczystości, podczas której nastąpi kanonizacja Justyna Marię Russolillo i sześciu innych błogosławionych.
15 maja 2022, podczas uroczystej mszy św. na placu świętego Piotra, papież Franciszek dokonał pierwszej od czasu pandemii COVID-19 i pierwszej od października 2019 kanonizacji bł. Justyna Marię Russolilloiego i dziewięciu innych błogosławionych, wpisując go w poczet świętych Kościoła katolickiego.